# رافع بن عاشور
رافع بن عاشور ولد في 6 سبتمبر 1952 في المرسى، هو سياسي وقانوني وعالم سياسي تونسي.‘

## السيرة الذاتية

### التكوين
تحصل على ليسانس في القانون سنة 1977 ثم على شهادة دراسات عليا في القانون العام وليسانس ثاني في 1978، ثم على شهادة دراسات عليا أخرى في العلوم السياسية سنة 1979. تحصل على دكتوراه دولة في القانون العام في 1984 وعلى شهادة تحصيل في القانون العام والعلوم السياسية في 1987.

### المسار المهني
يعمل رافع بن عاشور كأستاذ قانون في كلية العلوم القانونية والسياسية والاجتماعية بتونس. كان مدير قسم القانون العام والعلوم السياسية في نفس الكلية بين 1988 و1990. ترأس جامعة التقنيات والعلوم والطب بتونس بين 1997 و2000. وهو كذلك مدير وحدة بحث القانون الدولي العام والنظام القانوني الدولي والقانون الدستوري المقارن منذ 1994.

هو كذلك أستاذ زائر في العديد من الجامعات الأجنبية: جامعة باريس 1 - بانتيون سوربون وجامعة ليون وجامعة رين والجامعة الفدرالية تولوز ميدي بيرينيه وجامعة مونبلييه وجامعة بوردو وجامعة آكس مرسيليا 3 وجامعة أنجيه في فرنسا، وجامعة روما سابينزا وجامعة بيروجا وجامعة بادوفا في إيطاليا، وجامعة برشلونة وجامعة ولبة في إسبانيا، وأخيرا جامعة أثينا في اليونان.

نشر رافع بن عاشور حوالي مئة مقال أكاديمي بالفرنسية والإنجليزية والعربية في عدة دوريات ومجلات منها Études internationales الكندية وRevue générale de droit international public وRevue française de droit constitutionnel الفرنسيتين. في نفس الوقت، شغل عدة مناصب غير جامعية مثل خبير قانوني لدى جامعة الدول العربية ومستشار في وزارة التعليم العالي وكذلك نائب عمدة مدينة المرسى.

على المستوى الجمعياتي، ترأس بن عاشور الجمعية التونسية للقانون الدستوري بين 1981 و2000. هو نائب رئيس الجمعية التونسية للأمم المتحدة وجمعية الدراسات الدولية بين 1983 و1999. هو كذلك عضو مؤسس للأكاديمية الدولية للقانون الدستوري في 1985 وكان أمينها العام بين 1988 و1998. إضافة إلى هذا، كان عضو الجمعية الفرنسية للقانون الدولي منذ 1995. بن عاشور هو عضو مجلس جامعة الأمم المتحدة في طوكيو بين 2000 و2006، ثم نائب رئيس هذه الجامعة بين 2006 و2007. هو كذلك عضو اللجنة الوطنية لقانون البحر منذ 2003، وعضو لجنة الاتحاد الأفريقي للقانون الدولي منذ 2009، وعضو اللجنة الوطنية والمجلس العلمي لمركز الدراسات القانونية والقضائية التابع لوزارة العدل التونسية وللجنة البندقية.

كان كذلك ناشطا في المجال الجمعياتي الرياضي كأمين عام ثم نائب رئيس النادي الإفريقي.

بين 23 يناير 2001 و5 سبتمبر 2002 شغل منصب كاتب دولة لدى وزير التربية مكلف بالابتكار التربوي في حكومة محمد الغنوشي الأولى. بعد الثورة التونسية، عين في 7 مارس 2011 في منصب وزير معتمد لدى الوزير الأول في حكومة الباجي قائد السبسي وذلك حتى 1 يوليو 2011. ثم في آخر الشهر، تحديدا في 29 يوليو، عين سفيرا لتونس في المغرب وبقي فيه لمدة سنة واحدة حتى 29 يوليو 2012‘. إنضم إلى حزب نداء تونس، قبل أن ينضم مؤقتا لمكتب رئيس الجمهورية التونسية الباجي قائد السبسي بين 1 يناير و1 أبريل 2015 مكلفا بمتابعة الأنشطة الرئاسية.
انتخب قاضيا في المحكمة الأفريقية لحقوق الإنسان والشعوب أثناء الدورة الخامسة والعشرون للمجلس التنفيذي للاتحاد الأفريقي في 22 يونيو 2014 في مالابو، وتدوم ولايته حتى 2020.

## الحياة الخاصة
ولد رافع في عائلة بن عاشور العريقة والمشهورة في مدينة تونس. هو ابن محمد الفاضل بن عاشور، وأخ عياض بن عاشور وسناء بن عاشور.

تزوج من ابنة مفتي تونس الأسبق كمال الدين جعيط، وأنجبا ثلاثة أطفال.

## مؤلفاته
بالفرنسية
- Le trésor public tunisien : rôle et fonctions، مركز الدراسات والبحوث والمنشورات، تونس العاصمة، 1981
- Contrôle politique et régulations électorales en Tunisie : les élections législatives du 4 novembre 1979 (مع ميشال كامو)، دار نشر Édisud، آكس أون بروفانس، 1981
- Évolution des modes de prise de décision dans les organisations et conférences internationales، مركز الدراسات والبحوث والمنشورات، تونس العاصمة، 1986
- Harmonie et contradictions en droit international (مع سليم اللغماني)، دار نشر Pedone، باريس، 2000
- Le droit international face aux nouvelles technologies (مع سليم اللغماني)، دار نشر Pedone، باريس، 2002
- Regards croisés sur les constitutions tunisienne et française à l'occasion de leur quarentenaire (مع جان جيكال)، منشورات Sorbonne، باريس، 2003
- Le droit international à la croisée des chemins : force du droit et droit de la force، دار نشر Pedone، باريس، 2004
- Institutions de la société internationale، مركز النشر الجامعي، تونس العاصمة، 2004
- Les droits de l'homme par les textes (مع الدالي الجازي وسليم اللغماني)، مركز النشر الجامعي، تونس العاصمة، 2004
- La nouvelle charte arabe des droits de l'homme (مع كلاوديو زانغي)، دار نشر Giappichelli، مسينة، 2005
- Lexique élémentaire de droit international et d’institutions internationales (مع منى كريم الدريدي)، مركز النشر الجامعي، تونس العاصمة، 2006
- La démocratie représentative devant un défi historique، دار نشر Bruylant، بروكسل، 2006
- Acteurs non étatiques et droit international (مع سليم اللغماني)، دار نشر Pedone، باريس، 2007
- ?Les droits de l'homme : une nouvelle cohérence pour le droit international (مع سليم اللغماني)، دار نشر Pedone، باريس، 2008
- Le droit constitutionnel normatif : développements récents، دار نشر Bruylant، بروكسل، 2009
- Armement, désarmement et droit international، مركز النشر الجامعي، تونس العاصمة، 2010
- Responsabilité de protéger et révoltes populaires، منشورات Institut fédératif de recherche، باريس، 2013
- Les changements anticonstitutionnels du gouvernement : approches de droit constitutionnel et de droit international، منشورات جامعة آكس مارسيليا، مارسيليا، 2014
- Politique étrangère et droit international، مؤسسة كونراد أديناور، تونس العاصمة، 2016
- Propos sur la Constitution du 17 janvier 2014، مجمع الأطرش للكتاب ، تونس العاصمة، 2021

بالعربية
- المؤسسات والنظام السياسي في تونس، مركز النشر الجامعي، تونس العاصمة، 2009
- المعجم الدستوري (مع سارة معاوية قاسم، منى كريم الدريدي)، مركز النشر الجامعي، تونس العاصمة، 2011
- الدستور، المواطنة والعدالة الانتقالية: بين المطلب الديمقراطي وإعادة التهيئة الإقليمية، مركز النشر الجامعي، تونس العاصمة، 2014
- معجم المصطلحات الواردة في الدستور التونسي (مع سناء بن عاشور، سارة معاوية قاسم، منى كريم الدريدي، أميرة الشاوش)، كلية العلوم القانونية والسياسية والاجتماعية بتونس، تونس العاصمة، 2017

## الأوسمة والتشريفات
- الصنف الأول من الوسام الوطني للاستحقاق (تونس).
- الصنف الثاني من وسام الجمهورية (تونس).
- الوسام العلوي من درجة ضابط كبير (المغرب) (2012).[9]
- قائد وسام الاستحقاق الوطني (فرنسا).